# Fenneropenaeus indicus
Fenneropenaeus indicus är en kräftdjursart som först beskrevs av H. Milne Edwards 1837.  Fenneropenaeus indicus ingår i släktet Fenneropenaeus och familjen Penaeidae. Inga underarter finns listade i Catalogue of Life.